# Liao Ching-hsien
Liao Ching-hsien (* 22. Juni 1994) ist eine taiwanesische Sprinterin.

## Sportliche Laufbahn
Erste internationale Erfahrungen sammelte Liao Ching-hsien bei den Asienmeisterschaften 2009 in Guangzhou, bei denen sie im 200-Meter-Lauf in der ersten Runde disqualifiziert wurde und mit der taiwanesischen 4-mal-100-Meter-Staffel in 45,81 s den fünften Platz belegte. Anschließend gewann sie bei den Ostasienspielen in Hongkong die Bronzemedaille mit der 4-mal-400-Meter-Staffel und wurde mit der 4-mal-100-Meter-Staffel Vierte. Im Jahr darauf schied sie bei den Juniorenasienmeisterschaften in Hanoi über 100 und 200 Meter in der ersten Runde aus und gewann mit der 4-mal-100-Meter-Staffel die Bronzemedaille. Daraufhin nahm sie an den erstmals ausgetragenen Olympischen Jugendspielen in Singapur teil und siegte dort im B-Finale mit 11,88 s und belegte mit der Sprintstaffel (1000 Meter) den fünften Platz. Ende November gelangte sie im 100-Meter-Lauf in das Halbfinale bei den Asienspielen in Guangzhou.
Bei den Asienmeisterschaften 2011 in Kōbe wurde sie in 24,65 s Sechste über 200 Meter und schied über 100 Meter im Vorlauf aus. Sie qualifizierte sich aber für die Weltmeisterschaften in Daegu, bei denen sie mit 12,16 s in der ersten Runde ausschied. 2012 wurde sie bei den Hallenasienmeisterschaften in Hangzhou Fünfte im 60-Meter-Lauf und qualifizierte sich auch für die Hallenweltmeisterschaften in Istanbul, bei denen sie mit 7,68 s in der Vorrunde ausschied. Während der Freiluftsaison siegte sie in 11,97 s bei den Juniorenasienmeisterschaften in Colombo über 100 Meter und schied über 200 Meter in der ersten Runde aus. Zudem gewann sie mit der Staffel die Bronzemedaille. 2013 nahm sie mit der 4-mal-100-Meter-Staffel an der Sommer-Universiade in Kasan teil und belegte dort mit 45,16 s im Finale den fünften Platz.
2014 nahm sie erneut an den Asienspielen in Incheon teil, schied über 200 Meter im Vorlauf aus und belegte mit der 4-mal-100-Meter-Staffel den siebten Platz. Erst vier Jahre später nahm sie wieder an einem internationalen Bewerb, den Asienspielen in Jakarta teil, und gelangte dort mit der Staffel auf den sechsten Platz.
2010 wurde Liao Taiwanesische Meisterin im 100-Meter-Lauf. Sie absolvierte ein Studium für Sportwissenschaften an der Taiwan University of Sport.

## Persönliche Bestleistungen
- 100 Meter: 11,81 s (−0,5 m/s), 19. Mai 2014 in Yunlin
  - 60 Meter (Halle): 7,54 s (−0,5 m/s), 2. Februar 2013 in Osaka
- 200 Meter: 23,78 s (+0,4 m/s), 4. Mai 2016 in Taichung